# 차 문화
차 문화(茶 文化)는 차가 만들어지고 소비되는 방식, 사람들이 차와 상호 작용하는 방식, 차 마시는 방식을 둘러싼 미학으로 정의된다.
차는 일부 국가에서 중요한 역할을 한다. 일반적으로 사교 행사에서 소비되며 많은 문화권에서 이러한 행사에 대한 복잡한 공식 행사를 만들었다. 중국 차 문화에 뿌리를 둔 동아시아 다도는 일본이나 한국과 같은 동아시아 국가마다 약간 다르다. 차는 일반적으로 소금과 버터를 사용하여 끓이는 티베트와 같이 준비 방법이 크게 다를 수 있다. 차는 소규모 사적인 모임(다과회)이나 공공장소(사회적 상호작용을 위해 설계된 찻집)에서 마실 수 있다.
애프터눈 티는 널리 퍼져 있는 영국의 풍습이다. 대영제국은 차에 대한 해석을 현대의 홍콩, 인도, 기존의 차 관습이 있었던 파키스탄 지역과 동아프리카(현대의 케냐, 탄자니아, 우간다), 태평양(호주, 뉴질랜드), 차 관습이 없던 캐나다, 칠레처럼 영국인 이민을 많이 받은 나라들이다. 찻집이나 찻집은 미국, 아일랜드 및 많은 영연방 도시에서 발견된다.
지역마다 백차, 황차, 녹차, 우롱차, 홍차, 후발효차(다크) 등 다양한 종류의 차를 선호하며 허브, 우유, 설탕과 같은 다양한 향료를 사용한다. 차의 온도와 강도도 마찬가지로 다양하다.

## 같이 보기
- 티케이크
- 마테나무
- 차의 역사